# در روح (فیلم)
در روح (به انگلیسی: In the Spirit) فیلمی محصول سال ۱۹۹۰ و به کارگردانی ساندرا سیکت است. در این فیلم بازیگرانی همچون جینی برلین، المپیا دوکاکیس، پیتر فالک، ملانی گریفیث، الین می، مارلو توماس، دیوید آیگنبرگ، مارک بون جونیور و کریستوفر دورانگ ایفای نقش کرده‌اند.